# آيت ولاغ (آيت أيوب)
آيت ولاغ هو دُوَّار يقع بجماعة تالزمت، إقليم بولمان، جهة فاس مكناس في المملكة المغربية. ينتمي الدوّار لمشيخة آيت أيوب التي تضم 7 دواوير. يقدر عدد سكانه بـ 271 نسمة حسب الإحصاء الرسمي للسكان والسكنى لسنة 2004.

## وصلات خارجية
- البوابة الوطنية للجماعات الترابية
- المندوبية السامية للتخطيط